# Ultimate Marvel vs. Capcom 3
Ultimate Marvel vs. Capcom 3 (アルティメット マーヴル VS カプコン 3?, Arutimetto Māvuru bāsasu Kapukon Suri) è un videogioco di combattimento sviluppato da Capcom. È un aggiornamento del videogioco Marvel vs. Capcom 3: Fate of Two Worlds. Dopo gli eventi del terremoto e tsunami del 2011 Tohoku ha interrotto il programma di sviluppo per i contenuti scaricabili per il gioco originale ed è stato fatto un videogioco a prezzo scontato. Ultimate Marvel vs. Capcom 3 è stato pubblicato nel mese di novembre 2011 per PlayStation 3 e Xbox 360 ed è stato definito come un titolo di lancio per la PlayStation Vita nel 2012. Il gioco ha attualmente venduto per PlayStation 3 e Xbox 360 600.000 unità in tutto il mondo. A partire dal 27 dicembre 2013 non è più possibile scaricarlo tramite PSN e Xbox Live.

## Modalità di gioco
Il gameplay del gioco simile a quello di Marvel vs. Capcom 3: Fate of Two Worlds; tuttavia, questa nuova versione include una modalità di gioco più originale tra Arcade e Versus, dal nome di "Heroes e Heralds", un contenuto single-player e multiplayer dove i giocatori guadagnano nuove abilità con le carte di aggiornamento, possono personalizzare i propri personaggi con i nuovi poteri, e competere in fazioni sia come Eroi per difendere la Terra sia come un Araldo di Galactus. Le "carte abilità", che dispongono i vari personaggi degli universi Marvel e Capcom servono per sbloccare potenziamenti speciali, come l'invisibilità, super armature, o l'invincibilità ai proiettili, e possono essere utilizzate durante la modalità di combattimento. In ogni combattimento è possibile utilizzare un massimo di tre carte diverse. Il catalogo completo conta più di 100 carte.

## Personaggi
Ultimate Marvel vs. Capcom 3 presenta i 36 personaggi originali di Marvel vs. Capcom 3 e introduce 12 nuovi combattenti giocabili. Questi sono i nuovi personaggi:
| Marvel          | Capcom         |
| --------------- | -------------- |
| Shuma-Gorath    | Jill Valentine |
| Dottor Strange  | Firebrand      |
| Ghost Rider     | Frank West     |
| Nova            | Nemesis T-Type |
| Occhio di Falco | Phoenix Wright |
| Pugno d'acciaio | Strider Hiryu  |
| Rocket Raccoon  | Vergil         |

1. 1 2  Personaggio distribuito come contenuto scaricabile per Marvel vs. Capcom 3: Fate of Two Worlds

## Accoglienza
La rivista Play Generation ha dato alla versione per PlayStation Vita un punteggio di 90/100, apprezzando il fatto che fosse spettacolare come l'edizione originale uscita su PlayStation 3 e l'inserimento di alcune novità che sfruttavano le funzioni della console portatile e come contro la modalità giocatore singolo "avara" di opzioni e gli eccessivi tempi di caricamento, finendo per trovarlo un picchiaduro spettacolare con un'ottima giocabilità e una conversione "esemplare" e indistinguibile da quella originale. La stessa testata lo ha classificato in seguito come il quinto migliore titolo picchiaduro del 2011.